# Pepita Inglés
Josefa o Pepita Inglés, también escrito en el ámbito catalán como Pepita Inglès (Cartagena, c. 1910 - Frente de Aragón, 1937), fue una militante anarcosindicalista catalana de origen murciano, combatiente en la Columna Durruti durante la Guerra Civil Española.

## Biografía

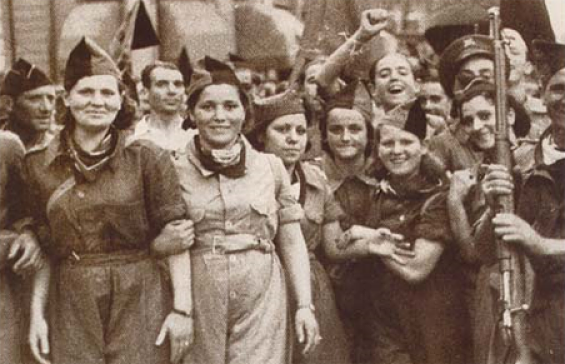
Milicianas anarquistas en Barcelona, en julio de 1936.

Nació en Cartagena, ciudad en la que vivió hasta que se casó con Mariano Sánchez y emigró a Barcelona. No pudo asistir casi a la escuela, así que completó su formación de forma autodidacta.
Participó en la supresión del golpe de Estado de julio de 1936 en Barcelona luchando contra los sublevados en las calles de la ciudad el día 19, y el 24 parte junto a su compañero hacia el Frente de Aragón enrolada en la Columna Durruti. Marcha con otras mujeres milicianas como Palmira Jul, Azucena Haro y Emiliana Morín, compañera de Buenaventura Durruti, además de muchas otras cuyos nombres han quedado en el anonimato.
Frecuentó e hizo amistad con la secretaria de Durruti, Pilar Balduque, mecanógrafa del cuartel general y de la columna. Balduque permaneció en su puesto hasta la descomposición de la columna anarquista y la militarización obligatoria, que se aprovechó para desmovilizar a las mujeres después de que hubieran pasado un año en el frente de batalla (julio de 1937). Balduque será sustituida por un capitán, pero se trasladará hasta Monegrillo y se reincorporará al frente por la 119.ª Brigada de Domingo Belmonte, hasta 1939.
A pesar de los bombardeos de la aviación franquista, Pepita decidió no regresar a Barcelona, aún con la oferta que se hace a las mujeres para desmovilizarlas y llevarlas a la retaguardia. Participó en la toma de Pina de Ebro, durante la cual murió su compañero Mariano Sánchez. Ella se incorporó a la sección de tanques, y condujo diversos vehículos blindados surgidos de los talleres de metalurgia de la ciudad condal.
Participó asimismo en las ofensivas republicanas sobre Perdiguera, los montes de Villafría y los montes de Vaca. Combatió también en Quinto, que fue tomado tras una lucha que se había extendido entre el 19 de noviembre de 1936 hasta agosto de 1937, y en el ataque que concluyó en la ocupación de la ermita de Santa Quiteria en la Sierra de Alcubierre, cerca de Tardienta.
Pepita Inglés murió tras ser capturada en una emboscada de los sublevados al ser engañada por estos, que fingieron que querían cambiar de bando. Ante la imposibilidad de poder ser rescatada, un miliciano lanzó sobre el parapeto rebelde una bomba, en previsión de las torturas a las que creía que sería sometida antes de la ejecución, de manera que ésta perdió la vida.